# Туманов, Константин Михайлович
Князь Константин Михайлович Туманов (1859—1922) — российский публицист. Автор книги «О доисторическом языке Закавказья. К. М. Туманов».

## Биография
Князь Константин Туманов, имевший армянское происхождение, родился в 1859 году в семье известного тифлисского поэта Михаила Туманова (1818—1875).
Учился в Петровской земледельческой академии.
В 1887—1891 годах, объехав Закавказье, составил и издал вместе с братом Г. М. Тумановым справочную книгу о Кавказе. С 1891 года состоял издателем «Нового Обозрения», где заведовал политическим отделом.
Серьёзно занимался вопросами древней истории, и книга К. Туманова явилась результатом многолетних исследований.

## Происхождение рода Тумановых
Род князей Тумановых происходит из Армении и восходит к XII столетию. Род этот показан в списке карталинских князей, приложенном к трактату, заключенному 24 июля 1783 г. с грузинским царем Ираклием II, и в высочайше утвержденном 6 декабря 1850 г. именном посемейном списке княжеским родам Грузии. Высочайше утвержденным 7 марта 1826 г. мнением Государственного совета признаны в княжеском достоинстве князья Тумановы: 1) статский советник Георгий, прапорщик Иессей и коллежский асессор Давид Игнатьевичи; 2) Фома, прапорщик Павел, Михаил и Александр Иосифовичи; 3) Иван Сильвестрович. Высочайше утвержденным 25 марта 1826 г. мнением Государственного совета признаны в княжеском достоинстве князья Тумановы: 1) надворный советник Шио Сулханович и сыновья его, Исаак, Георгий и Александр; 2) коллежский регистратор Иван Сулханович и сын его Семен; 3) прапорщик Кайхосро Сулханович; 4) титулярный советник Минай, губернский секретарь Давид и Георгий Манучаровичи и 5) Георгий и Давид Зурабовичи. (Армянские титулованные роды в Российской империи // «Любимов С.В. Титулованные роды Российской империи: Опыт подробного перечисления всех титулованных российских дворянских фамилий, с указанием происхождения каждой фамилии, а также времени получения титула и утверждения в нем» / Гос. публ. ист. б-ка России. – М.: ФАИР-ПРЕСС, 2004. – 368 с.: ил. С. 84 – 85).